# Огненная расписная танагра
Огненная расписная танагра (лат. Ramphocelus sanguinolentus) — вид птиц из семейства танагровых. Выделяют два подвида, которые различаются только размером.

## Распространение
Обитают в Центральной Америке, преимущественно на атлантическом (но локально встречаются также и на тихоокеанском) побережье.

## Описание
Огненная расписная танагра достигает длины 19-20 см и массы от 35 до 48 г. Половой диморфизм отсутствует. Окраска оперения преимущественно чёрного цвета. Затылок, шея и грудь ярко-малиново-красные, образуя своеобразный "воротник". Надхвостье и кроющие перья хвоста также ярко-малиново-красные. Радужная оболочка красная, клюв бледно-голубой, ноги сизые или тёмно-серые.

## Биология
Эти танагры всеядны, регулярно поедают как фрукты, так и членистоногих. В кладке 2, реже 3 бледно-голубых яйца.